# Congosto (metropolitana di Madrid)
Congosto è una stazione della linea 1 della metropolitana di Madrid.
Si trova sotto alla Calle del Congosto, nell'intersezione tra le vie Peña Sorrapia e Sierra de Mira, al sud del centro storico di Vallecas.
Il nome di questa stazione deriva dalla zona in cui si trova, conosciuta come Congosto, nonostante anticamente si chiamasse quartiere di Vilano. La denominazione Barrio de Vilano è rimasta nel nome del capolinea della linea 54 della EMT.

## Storia
La stazione venne inaugurata il 4 marzo 1999.
È stata capolinea della linea 1 fino al 2007 quando venne costruito il nuovo prolungamento fino a Valdecarros.

## Accessi
Ingresso Congosto 
- Congosto: Calle del Congosto, 35
- Plaza de Congosto: Calle del Congosto, 33
- Ascensore: Calle del Congosto, 50